# Facteur de concentration
Dans le domaine de l'écotoxicologie ou de la toxicologie ou de la radioécologie la bioconcentration est un des facteurs importants car il détermine la capacité du produit à se concentrer tout au long de la chaine alimentaire. Dans les systèmes théoriques ou modèles très simplifiés de cinétique d'un produit dans l'environnement, on l'estime au moyen d'un facteur de concentration.

## Enradioécologie
Le « facteur de concentration » (FC) est un facteur théorique qui se calcule par la mesure de la radioactivité de l'organisme (en Bq.kg-1) divisée par la radioactivité de l'eau (Bq.L-1) (ou l'air ou le sédiment). 

c'est une donnée uniquement expérimentale, car établie à partir d'une seule une source physique et sans tenir compte de tous les processus biologiques. 
Par exemple, pour le tritium, il y a équilibre théorique avec l’eau donc le FC sera théoriquement proche de 1, mais le FC ne représente pas la réalité car il néglige notamment les transferts trophiques. 
Plusieurs études ont montré des facteurs de concentration bien plus élevé que 1 pour le tritium dans la nature.